# Ebba Witt-Brattström
Ebba Witt-Brattström (ur. 1 czerwca 1953 w Sztokholmie) – szwedzka literaturoznawczyni, pisarka i działaczka feministyczna.

## Biografia
Ojciec Ebby Witt-Brattströms był szwedzko-niemieckim antynazistą, natomiast rodzina matki pochodziła z Estonii i przybyła do Szwecji w 1944 roku.
W latach 1977–1982 była żoną Oli Holmgrena, a w latach 1989–2014 Horace Engdahla, członka Akademii Szwedzkiej. Ma czterech synów.

## Działalność naukowa i społeczna
W latach 70. XX wieku była członkinią szwedzkiej organizacji feministycznej Grupa 8.
W 1988 roku obroniła na Uniwersytecie Sztokholmskim rozprawę doktorską na temat życia i twórczości pisarki Moi Martinsson (Moa Martinson: Skrift och drift i trettiotalet), która została wydana przez wydawnictwo Norstedts, przez co dotarła do szerokiego grona czytelników.
W latach 2000–2012 była profesorem literaturoznawstwa na sztokholmskiej Södertörns högskola, a w latach 2008–2011 profesorem na Uniwersytecie Humboldtów w Berlinie w Instytucie Nordystyki. W 2012 roku została profesorem literatury nordyckiej na Uniwersytecie Helsińskim.

## Twórczość
- Moa Martinson: skrift och drift i trettiotalet. Sztokholm: Norstedt. 1988. ISBN 91-1-883422-1.
- Ur könets mörker: litteraturanalyser. Stockholm: Norstedt. 1993. ISBN 91-1-929261-9.
- Ediths jag: Edith Södergran och modernismens födelse. Sztokholm: Norstedt. 1997. ISBN 91-1-971402-5.
- Dekadensens kön: Ola Hansson och Laura Marholm. Sztokholm: Norstedt. 2007. ISBN 978-91-1-301415-9.
- Å alla kära systrar!: historien om mitt sjuttiotal. Stockholm: Norstedt. 2010. ISBN 978-91-1-302055-6.
- Stå i bredd: 70-talets kvinnor, män och litteratur. Sztokholm: Norstedt. 2014. ISBN 978-91-1-305852-8.
- Kulturmannen och andra texter. Sztokholm: Norstedt. 2016. ISBN 978-91-1-307153-4.
- Århundradets kärlekskrig. Stockholm: Norstedt. 2016. ISBN 978-91-1-307308-8. tłum. na polski: Justyna Czechowska pod tytułem Miłosna wojna stulecia, Kraków: Lokator Media, 2018[3].

## Nagrody i wyróżnienia
- 1991 – Moa-priset
- 2005 – Lotten von Kræmers pris (125 000 koron szwedzkich)[4]
- 2014 – Osobista Nagroda Ivara Lo-Johanssona